# Crossed Swords
Crossed Swords (クロススウォード, en japonais) est un jeu vidéo du type Hack'n'slash développé par ADK et édité par SNK en 1991 sur Neo-Geo MVS, Neo-Geo AES et en 1994 sur Neo-Geo CD (NGM / NGH 037),,.

## Réédition
- Console virtuelle (Japon)

## Série
1. Crossed Swords (1991)
2. Crossed Swords II (1995)